# José Luis Cantini
José Luis Valentín Cantini (Rosario, 6 de marzo de 1924 - 28 de enero de 2020) fue un abogado y doctor en ciencias jurídicas y sociales argentino. Fue uno de los principales dirigentes nacionales del partido Unión Federal (1955-1960). Entre 1970 y 1971 se desempeñó como ministro de Educación de la Nación.

## Carrera
Se recibió de abogado en la Universidad Nacional del Litoral (UNL) donde también obtuvo un doctorado en ciencias jurídicas y sociales. En el ámbito académico fue profesor titular de Legislación General en la Universidad Tecnológica Nacional y de Política y Derecho Educacionales en la Universidad Católica Argentina.
Miembro del Consejo Directivo de la Facultad Regional Rosario, de la Universidad Tecnológica Nacional (1960-1963).
Vicerrector de la Universidad Tecnológica Nacional (1963-1966).
Rector de la Universidad Nacional del Litoral (1967-1968).
Rector de la Universidad Nacional de Rosario (1968-1970).
Vicepresidente del Consejo de Rectores de Universidades Nacionales (1968-1969). 
Durante el gobierno de facto del general Roberto Levingston fue Ministro de Educación de la Nación.
Entre 1999 y 2002 fue miembro de la Comisión Nacional de Evaluación y Acreditación Universitaria (CONEAU).
Desde 1992 fue miembro de la Academia Nacional de Educación ocupando el sitial de Jorge Eduardo Coll.
Publicaciones sobre temas educativos
- “Bases y alternativas para una ley federal de educación” (en colaboración), Eudeba, 1983 (250 págs.).
- “Libertad de enseñanza y reforma de la enseñanza media”, en revista “Criterio”, n.º 1952, del 26-9-85.
- “Educación y derechos humanos en el Derecho Internacional Público”, en IIE, revista del Instituto de Investigaciones Educativas, n.º 67/68, Buenos Aires, octubre de 1989.
- “Las asambleas pedagógicas de Rosario”, en “Congreso Pedagógico Nacional. Evaluación y perspectivas”, Editorial Sudamericana, Buenos Aires, 1989, págs. 152/165.
- “ La ley federal de educación”, en “Estudios en honor de Pedro J. Frías”, Academia Nacional de Derecho y Ciencias Sociales de Córdoba, 1994, tomo III, págs. 1309/1327.
- “Estructura jurídica del sistema educativo argentino”, en “Reflexiones para la acción educativa”, Academia Nacional de Educación, 1995. págs. 93/114.
- “La implementación de la ley federal de educación. Realizaciones y proyectos” (en colaboración), en “La ley federal de educación. Transformación del sistema educativo”, El Ateneo, 1995. págs. 181/222.
- “Filosofía de la educación y filosofía del derecho”, en revista “Criterio”, n.º 2156, del 22-6-95.
- “El Consejo Federal de Cultura y Educación”, en “Cuadernos de Federalismo”, (Memoria Federal 1996), Academia Nacional de Derecho y Ciencias Sociales de Córdoba.
- “El Consejo Federal de Cultura y Educación”, en “Cuadernos de Federalismo”, (Memoria Federal 1997), Academia Nacional de Derecho y Ciencias Sociales de Córdoba.
- “El Consejo Federal de Cultura y Educación” en “Cuadernos de Federalismo”, (Memoria Federal 1998), Academia Nacional de Derecho y Ciencias Sociales de Córdoba.
- “El Consejo Federal de Cultura y Educación” en “Cuadernos de Federalismo”, (Memoria Federal 1999), Academia Nacional de Derecho y Ciencias Sociales de Córdoba.
- “La autonomía y autarquía de las universidades nacionales”, Academia Nacional de Educación, 1997 (86 págs.).
- “El régimen legal del ejercicio profesional de los técnicos superiores no universitarios” (en colaboración), en “La educación Superior Técnica no Universitaria”, MCE/SPU, 1998, págs. 279-322.
- “Manual de Política y Derecho Educacionales” 
- “Bases y alternativas para una ley federal de educación” (en colaboración), Eudeba, 1983 (250 págs.).
- “Libertad de enseñanza y reforma de la enseñanza media”, en revista “Criterio”, n.º 1952, del 26-9-85.
- “Educación y derechos humanos en el Derecho Internacional Público”, en IIE, revista del Instituto de Investigaciones Educativas, n.º 67/68, Buenos Aires, octubre de 1989.
- “Las asambleas pedagógicas de Rosario”, en “Congreso Pedagógico Nacional. Evaluación y perspectivas”, Editorial Sudamericana, Buenos Aires, 1989, págs. 152/165.
- “ La ley federal de educación”, en “Estudios en honor de Pedro J. Frías”, Academia Nacional de Derecho y Ciencias Sociales de Córdoba, 1994, tomo III, págs. 1309/1327.
- “Estructura jurídica del sistema educativo argentino”, en “Reflexiones para la acción educativa”, Academia Nacional de Educación, 1995. págs. 93/114.
- “La implementación de la ley federal de educación. Realizaciones y proyectos” (en colaboración), en “La ley federal de educación. Transformación del sistema educativo”, El Ateneo, 1995. págs. 181/222.
- “Filosofía de la educación y filosofía del derecho”, en revista “Criterio”, n.º 2156, del 22-6-95.
- “El Consejo Federal de Cultura y Educación”, en “Cuadernos de Federalismo”, (Memoria Federal 1996), Academia Nacional de Derecho y Ciencias Sociales de Córdoba.
- “El Consejo Federal de Cultura y Educación”, en “Cuadernos de Federalismo”, (Memoria Federal 1997), Academia Nacional de Derecho y Ciencias Sociales de Córdoba.
- “El Consejo Federal de Cultura y Educación” en “Cuadernos de Federalismo”, (Memoria Federal 1998), Academia Nacional de Derecho y Ciencias Sociales de Córdoba.
- “El Consejo Federal de Cultura y Educación” en “Cuadernos de Federalismo”, (Memoria Federal 1999), Academia Nacional de Derecho y Ciencias Sociales de Córdoba.
- “La autonomía y autarquía de las universidades nacionales”, Academia Nacional de Educación, 1997 (86 págs.).
- “El régimen legal del ejercicio profesional de los técnicos superiores no universitarios” (en colaboración), en “La educación Superior Técnica no Universitaria”, MCE/SPU, 1998, págs. 279-322.
- “Manual de Política y Derecho Educacionales”